# Hager Ritta
Hager Ritta Henriette (Budapest, 1931. február 20. –) a Nemzet Művésze címmel kitüntetett, Prima Primissima és Kossuth-díjas magyar iparművész, textiltervező, gobelinművész. A magyar textilművészet egyik kiemelkedő egyénisége.

## Életútja
Hager Otto és Heinrich Ludovika házasságából született. 1939-től 12 éven át, a család Csorvásra történő kitelepítéséig, az I. kerület, Attila út 19-ben élt. Felsőfokú tanulmányokat az Országos Magyar Iparművészeti Iskola textil szakán végzett (1949), ahol Molnár Béla volt a mestere. Pályakezdő éveiben az
Operaház kosztümfestőjeként működött, 1951-ben kitelepítették, majd 1954-58 között a Textilfestő Iparművészek Alkotóközösségében dolgozott, később az Iparművészeti Vállalat tervezője, kivitelezője volt (1958-68). 1968 óta szabadfoglalkozású textilművész.
1991–1997 között tagja volt az UNESCO kulturális albizottságának, 1993-ban beválasztották a Széchenyi Irodalmi és Művészeti Akadémia rendes tagjai sorába. A rendszerváltás után számos egyesületben működik (Keresztény Értelmiségiek Szövetsége, Kulturális Alapítvány a Textilművészetért, Magyar Kárpitművészek Egyesülete, „Olajág” Keresztény Művészeti Társaság, Verőcei Műhely Művészeti Egyesület (egyik alapító tagja, 2000), a Magyar Művészeti Akadémia rendes tagja (2007-től).

## Családja
Férje Gelley András (Giergl Henrik üvegműves dédunokája). Házasságukból két gyermek született: András (1955), Dávid (1960).
Az ötvenes évek második felétől a II. kerületi Szilágyi Erzsébet fasorban él és alkot. 

## Művészete
Falikárpitjain, szőnyegjein és minitextiljein spirituális és szakrális témákat dolgoz fel meleg színekkel (barna, rozsdabarna, vajszín, mélybordó, arany), a fényhatások hangsúlyozásával, változatos anyagokból és egyéni szövési technikákkal. Alkotásai nyugalmat, erőt és harmóniát sugároznak. Magyarországon és külföldön is kapott állami és egyházi megrendeléseket középületek, templomok enteriőrjeinek díszítésére, ebben az értelemben számos köztéri alkotása is van. Fő műve a Gondolkodószék, amely nagyméretű juta objekt. Más ismertebb művei:
- Belső tűz (1982), plasztikus felvetésű gobelin, len, kender;
- Fény gobelin, 85×125 cm;
- Út (1985-86), szövött egyéni technika, len, juta;
- Felhők (1988) gobelin, 75x80 cm;
- …és fölméne… (1990), vegyes felvetésű gobelin, gyapjú, len;
- Sugárzó csend (1994) plasztikus felvetésű gobelin, juta gyapjú, len, 132×210 cm;
- Teremtés (1992), vegyes felvetésű gobelin, gyapjú, len, juta, selyem;
- Oltárkereszt a Verőce Szent Kereszt kápolnában (1999), plasztikus felvetésű gobelin, gyapjú, len, selyem.

### Köztéri művei
- Függöny (1966, Nyíregyháza, Krúdy Szálloda)
- Függöny (1969, Energiagazdálkodási Intézet irodaház)
- Függöny (1970, Velence, Növényvédő Állomás irodaház)
- Összefonódás (1974, Zalaegerszeg, Városi Művelődési Ház)
- Meditáció (1980, Szeged, Bartók Béla Művelődési Központ)
- Kitárulkozás (1977, Pannonhalma, Bencés Apátság)
- Kompozíció II. (1981, Siófok, Aranypart Szálló)
- Első lépés (1981, Siófok, Aranypart Szálló)
- Belső tűz (1982, Budapest, MTA)
- Hullámzás II. (1982, Kaposvár, Megyei Ifjúsági Székház)
- Faliszőnyegek (1984, Szombathely, Kálvária templom)
- Oltárkép (1985, Hága, Gererdus Majella-templom)
- A sötét éjszaka (Heiligkreuztal, Baden-Württemberg tartomány, Németország, St. Raphael-kolostor)
- Kontempláció (Heiligkreuztal, Stefanuswerk)
- Mátyás király (falikárpit, 1993, Fonyód, Mátyás Király Gimnázium)
- Sugárzó csend. (Raum der Stille, 1994, Berlin, Brandenburgi kapu).

## Kiállítások (válogatás)[1]

### Egyéni
- 1968 • VEGYTERV, Budapest
- 1970 • Iparművészeti Múzeum, Budapest • Klubkönyvtár, Velence
- 1972 • Benczúr Terem, Nyíregyháza
- 1977 • Rathaus, Neuburg an der Donau (Német Szövetségi Köztársaság) • Kulturális Kapcsolatok Intézete, Budapest
- 1978 • Megyei Művelődési Ház, Zalaegerszeg
- 1982 • Somogyi Képtár, Kaposvár
- 1986 • Vigadó Galéria, Budapest
- 1987 • Collegium Hungaricum, Bécs
- 1988 • Stefanuswerk Kloster, Heiligkreuztal (Német Szövetségi Köztársaság) • St. Bonifaz Pfarrsaal, München
- 1992 • Újpest Galéria, Budapest
- 1993 • Gyűjteményes kiállítás, székfoglaló a Széchenyi Irodalmi és Művészeti Akadémián, Vigadó Galéria, Budapest
- 1994 • Caisse d'Epargne G., Angers
- 1995 • Carré de la Farine Galerie, Versailles
- 1995 • Magyar Intézet, Bukarest
- 1997 • 2004 • Gorka Múzeum, Nógrádverőce[2]
- 2006 • Textiltárlat, Tihany[3]
- 2009 • Textilcsodák a váci könyvtárban, Katona Lajos Városi Könyvtár, Vác
- 2013 • Önálló tárlata a budapesti Forrás Galériában[1]

### Csoportos
- 1950 • Díszlet- és kosztümtervek, Magyar Állami Operaház
- 1955, 1959 • 2. és 4. Országos Iparművészeti kiállítás, Műcsarnok, Budapest
- 1957 • Világifjúsági Találkozó, Moszkva
- 1968 • Textil Falikép '68, Ernst Múzeum, Budapest
- 1969 • Textil Falikép '69, Savaria Múzeum, Szombathely
- 1974 • Mai Magyar Iparművészet II., Iparművészeti Múzeum, Budapest
- 1975 • Magyar Textilművészet, Globus Galerie, Zürich • Jubileumi Képzőművészeti kiállítás, Műcsarnok, Budapest • Modern Magyar Textilek, Rab el Rouah, Rabat • Magyar Miniatűr Textilek, Savaria Múzeum, Szombathely
- 1976, 1978, 1984 • 4., 5., 8. Fal- és Tértextil Biennálé, Savaria Múzeum, Szombathely
- 1977 • Modern magyar textilművészet, Kunstmuseum, Aalborg (Dánia)
- 1978 • Modern magyar textilművészet, Nikolaj Kirke, Koppenhága
- 1979 • Magyar textilművészet, Cortland University, New York
- 1980 • A kéz intelligenciája, Műcsarnok, Budapest
- 1982 • Magyar minitextilek, Dublin Gallery, Knoxville (USA) • Szoc. Országok Iparművészeinek III. Quadriennáléja, Erfurt
- 1983 • A tervezés értékteremtés. Országos Iparművészeti kiállítás, Műcsarnok, Budapest
- 1986 • Magyar Gobelin, Szépművészeti Múzeum, Riga
- 1986–1998 • 9–15. Magyar Textilbiennálé (Fal- és Tértextil Biennálé), Szombathelyi Képtár, Szombathely
- 1987 • Kortárs magyar textilek 1933–1986, Castle Museum, Nottingham • Wapping Arts Centre, London
- 1988 • Eleven textil, Műcsarnok, Budapest • Nemzetközi textil Triennálé, Łódź
- 1989 • Textilbiennálék 1970–1988 Szombathely • Kulturális Központ, Muraszombat • A Világ Miniben, Collegium Hungaricum, Bécs
- 1990 • A minitől a maxiig, Museum Österreichischer Kultur, Eisenstadt
- 1991 • A Ferenczy Család, Vigadó Galéria, Budapest • Murális Magyar Textilművészet, L’Epau apátság, Yvré-l’Évêque, Franciaország
- 1993 • II. Falikárpit és textil triennálé, Tournai (Belgium) • Figurális gobelin, Csók Galéria, Budapest
- 1994 • II. Nemzetközi kortárs textilművészeti b., Beauvais (Franciaország)
- 1996 • Tisztelgés a honfoglalás 1100. évfordulója előtt, Magyarok Világszövetségének Székháza
- 1997 • Határesetek, Budapest Galéria, Budapest • Belső Fény, Bencés Apátság, Tihany
- 1998 • Kortárs Szakrális Képzőművészek kiállítása, Magyar Akadémia, Róma
- 1999 • Dobozba zárva, Fészek Galéria, Budapest
- 2007 • Emléket c. kiállítás (Kiállító művészek: Balogh Edit, Hauser Beáta, Hager Ritta, Kókay Krisztina, Krajcsovics Éva, Polgár Rózsa, Zelenák Katalin), Zikkurat Galéria – Nemzeti Színház parkja, Budapest
- 2008 • Karácsonyi tárlat VII. c. kiállítás (Kiállító művészek: Hager Ritta (gobelin), Katona Katalin (plasztika), Morelli Edit (tűzzománc), Rácz Gábor (tűzzománc); Vízivárosi Galéria, Budapest
- 2011 • Fény címen Háger Ritta textilművész és Bohus Zoltán üvegművész közös kiállítása; Kortárs Magyar Galéria – Vermes-villa, Dunaszerdahely, Szlovákia

## Művei közgyűjteményekben és középületekben (válogatás)
- Iparművészeti Múzeum, Budapest
- Magyar Nemzeti Múzeum, Budapest
- Szombathelyi Képtár, Szombathely
- Művelődési Ház, Szeged, Kaposvár, Zalaegerszeg
- Bencés Apátság, Pannonhalma
- Kálvária templom, Szombathely
- Gerardus Majelle templom, Hága, Hollandia
- St. Raphael kolostor, Heiligkreuztal, Németország
- Stefanuswerk, Heiligkreuztal, Németország
- Mátyás Király Gimnázium, Fonyód
- Brandenburgi kapu, Csend Terme, Berlin
- Szent Kereszt kápolna, Verőce
- Városmajori Jézus szíve plébániatemplom, Budapest
- Igelösa, Lund, Svédország

## Díjak, elismerések (válogatás)
- A Kulturális Minisztérium nívódíja (1987)
- Munkácsy Mihály-díj (1988)
- 12. Magyar Textilbiennálé, a Képző- és Iparművészeti Lektorátus díja (1992)
- 14. Magyar Textilbiennálé fődíja a Kárpit határok nélkül c. közös gobelinért (1996)
- Kossuth-díj (2003)
- A Köztársaság Elnökének Érdemérme (2004)
- A Nemzeti Kulturális Minisztérium díja, II. Kortárs Keresztény Ikinográfiai Biennálén, Kecskemét (2005)
- A Nemzet Művésze (2014)
- Pro Cultura Christiana-díj (2015)
- Prima Primissima díj (2022)[4]